# Hummer H4

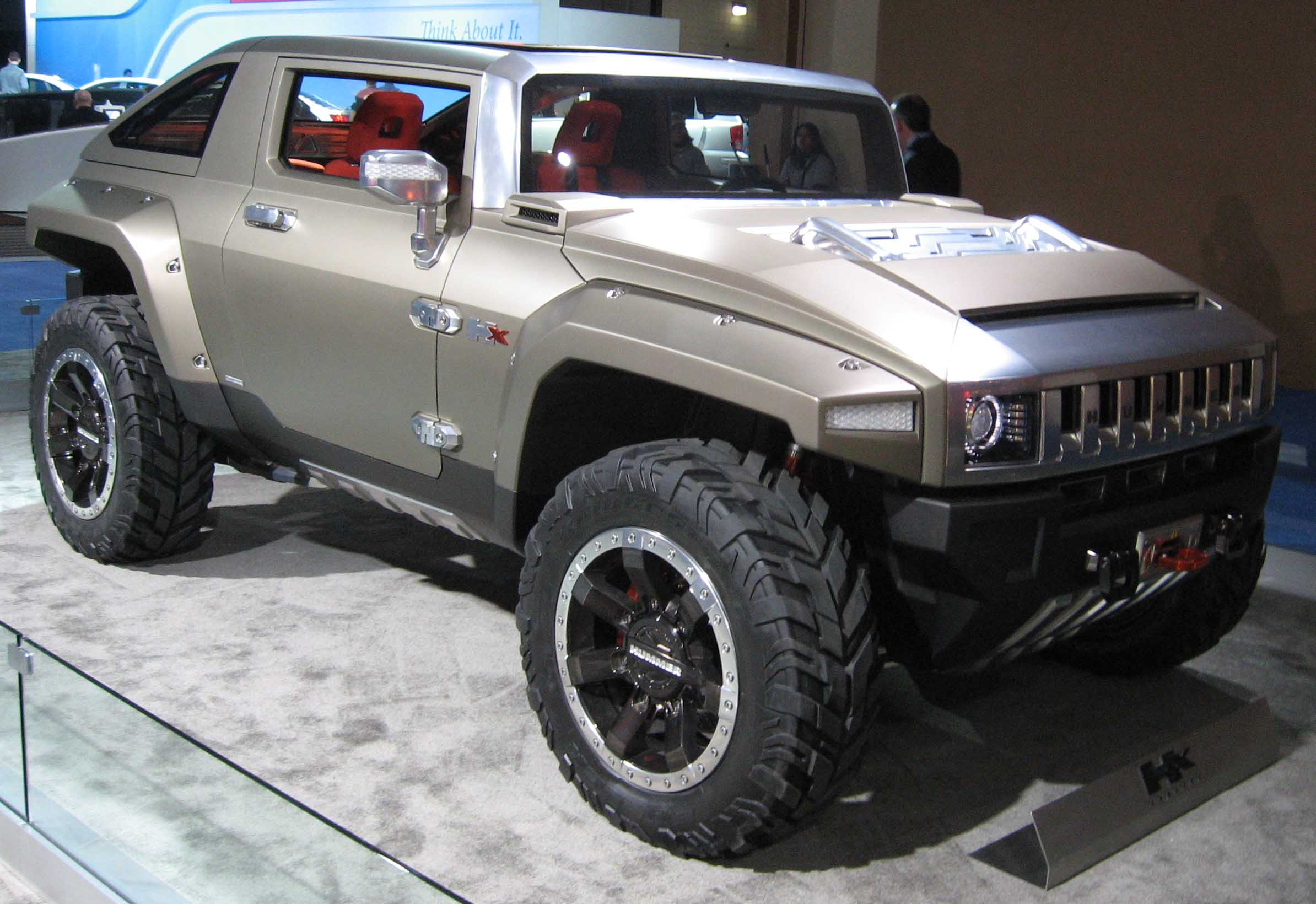
Hummer H4

Le Hummer H4 (ou HX) est un projet de SUV destiné à compléter la gamme Hummer. General Motors prévoyait de lancer le modèle sur le marché américain vers 2009. À l'instar du H3, ce nouveau véhicule devait se rapprocher de plus en plus d'un usage totalement familial, au lieu d'un usage tout-terrain utilitaire. Cependant, le H4 devait conserver la touche basique des autres modèles de la marque et garder de bonnes aptitudes au tout-terrain. 
Plus compact que ses prédécesseurs, le H4 était conçu pour concurrencer le Jeep Wrangler. Il a été dévoilé le 8 janvier 2008.
À la suite de l'arrêt de la marque Hummer, liée aux difficultés de General Motors, le H4 ne verra jamais le jour.